# Bulcke Finger
Bulcke Finger är en bergstopp i Antarktis. Den ligger i Västantarktis. Argentina, Chile och Storbritannien gör anspråk på området. Toppen på Bulcke Finger är 687 meter över havet.
Terrängen runt Bulcke Finger är kuperad söderut, men åt nordost är den bergig. Havet är nära Bulcke Finger åt sydväst. Trakten är obefolkad. Det finns inga samhällen i närheten. 